# ТЕС Піпавав
20°53′52″ пн. ш. 71°28′9″ сх. д. / 20.89778° пн. ш. 71.46917° сх. д.
ТЕС Піпавав – теплова електростанція на заході Індії у штаті Гуджарат, яка розташована на півдні півострова Катхіявар поруч із портом Піпавав.
В 2013 – 2014 році на майданчику станції стали до ладу два однотипні блоки комбінованого парогазового циклу потужністю по 351 МВт. У кожному з них одна газова турбіна потужністю 222 МВт живить через котел-утилізатор одну парову турбіну з показником 129 МВт.
Для охолодження використовують морську воду.
Станція розрахована на використання природного газу. Останній надходить по газопроводу Дарод – Джафрабад, а на початку 2020-х очікується запуск поряд із Піпававом терміналу для імпорту ЗПГ Джафрабад.
Видача продукції відбувається по ЛЕП, розрахованій на роботу під напругою 220 кВ.